# آندره برزیل
آندره برزیل (انگلیسی: André Brasil؛ زادهٔ ۲۳ مهٔ ۱۹۸۴) ورزشکار ورزش شنا اهل برزیل است.
وی در مسابقات کشوری و بین‌المللی در مجموع برندهٔ ۳۷ مدال طلا، ۱۴ مدال نقره، ۲ مدال برنز شده‌است.